# Lijst van BBC-radiozenders
Dit is een lijst met radiozenders die bij de BBC horen, de BBC heeft 57 radiozenders.

## Nationale zenders

### FM, DAB & Online
- BBC Radio 1
- BBC Radio 2
- BBC Radio 3
- BBC Radio 4

### AM, DAB & Online
- BBC Radio 5 Live

### DAB & Online
- BBC Radio 1Xtra
- BBC Radio 4 Extra
- BBC Radio 5 Sports Extra
- BBC 6 Music
- BBC Asian Network

## Regionale zenders

### Schotland
- BBC Radio Scotland
- BBC Radio nan Gàidheal
- BBC Radio Shetland
- BBC Radio Orkney

### Wales
- BBC Radio Wales
- BBC Radio Cymru

### Noord-Ierland
- BBC Radio Ulster
- BBC Radio Foyle

## Internationale zender
- BBC World Service

## Lokale zenders

### Oosten
- BBC Essex
- BBC Radio Cambridgeshire
- BBC Radio Norfolk
- BBC Radio Northampton
- BBC Radio Suffolk
- BBC Three Counties Radio

### Oosten Midlands
- BBC Radio Derby
- BBC Radio Leicester
- BBC Radio Nottingham

### Londen
- BBC Radio London

### Noordoost en Cumbria
- BBC Newcastle
- BBC Radio Cumbria
- BBC Tees

### Noordwest
- BBC Radio Lancashire
- BBC Radio Manchester
- BBC Radio Merseyside

### Zuiden
- BBC Radio Berkshire
- BBC Radio Oxford
- BBC Radio Solent

### Zuidoost
- BBC Radio Kent
- BBC Surrey
- BBC Sussex

### Zuidwest
- BBC Radio Guernsey
- BBC Radio Cornwall
- BBC Radio Devon
- BBC Radio Jersey

### Westen
- BBC Radio Bristol
- BBC Radio Gloucestershire
- BBC Somerset
- BBC Wiltshire

### West Midlands
- BBC WM
- BBC Coventry & Warwickshire
- BBC Hereford and Worcester
- BBC Radio Shropshire
- BBC Radio Stoke

### Yorkshire
- BBC Radio Leeds
- BBC Radio Sheffield
- BBC Radio York

### Yorkshire & Lincolnshire
- BBC Radio Humberside
- BBC Radio Lincolnshire

### Voormalige zenders
- BBC Dorset FM
- BBC Radio Durham
- BBC Southern Counties Radio
- BBC Thames Valley FM